# Isobel Osbourne
Isobel « Belle » Osbourne Fort Champ (1858-1953) a été la belle-fille de Robert Louis Stevenson et la sœur de Lloyd Osbourne.

## Biographie
Belle est né à Indianapolis, fille de Samuel et Fanny Van de Grift Osbourne et a épousé l'artiste Joseph Dwight Strong (1853-1899) en 1879, donnant naissance peu après à un fils, Austin Strong (1881-1952) qui devint plus tard un auteur dramatique à succès.
Joe Strong avait un problème d'alcool et Belle a divorcé en 1892 après avoir déménagé à Vailima (îles Samoa), en mai 1891, pour rejoindre sa mère et son beau-père. Dans l'île, elle fut assistant littéraire de Robert Louis Stevenson, chargée de transcrire ses paroles quand il était trop malade pour écrire.
Ensuite, elle a épousé en 1914 le secrétaire de sa mère, le jeune journaliste Edward Salisbury (« Ned ») Field. Sur plusieurs terrains qu'elle a hérités de Ned Field furent découverts de manière inattendue des champs de pétrole.

## Publications
Ses œuvres sont en cours de réédition :
- The Girl from Home: A Story of Honolulu, éd. Palala Press, 2016,
- Memories of Vailima, éd. Palala Press, 2015,
- Robert Louis Stevenson, éd. Palala Press, 2015,
- This Life I've Loved: An Autobiography, coécrit avec Peter Browning, éd. Great West Books, 2013